# Смирнов, Андрей Владимирович
Андрей Владимирович Смирнов (род. 4 апреля 1978 года, Баку) — русский писатель-фантаст.
С 1983 года проживает в Санкт-Петербурге. В течение двух лет посещал лабораторию Андрея Балабухи при Центре современной литературы и книги. Публикуется с 2000 года.
В настоящее время романы издаются издательством «Лениздат».

## Произведения

### Серия «Хэллаэн» (продолжается)

#### Цикл «Винландец в Нимриане»
1. (2005) Повелители волшебства ISBN 5-9942-0028-5
2. (2006) Академия волшебства ISBN 5-289-02391-7, 5-9942-0026-1 Тираж 3000 экз.
3. (2008) Источник волшебства ISBN 978-5-9942-0030-8 Тираж 9050 экз.
4. (2008) Дары волшебства ISBN 978-5-9942-0229-6 Тираж 8050 экз.
5. (2009) Власть волшебства ISBN 978-5-9942-0438-2 Тираж 6050 экз.

#### Цикл «Андре де Монгель»
1. (2005) Рыцарь ISBN 5-94371-108-2
2. (Планируется) Тамплиер[1]

#### Цикл «Хроники Хеллаэна»
1. (Написана, сентябрь 2000-январь 2002) Безумная Роща (По заявлению на оф. Сайте, издательства отказываются публиковать эту книгу как неформат. Распространяется автором в электронной форме через сеть. За плату)[2]
2. (Планируется) Темные Земли[3]
3. (Планируется, работа приостановлена) Возвращение — Работа над этой книгой временно приостановлена — до тех пор, пока все сюжетные линии прочих книг о Хеллаэне не придут туда, куда нужно[4]

### Серия «Кельрион» (продолжается)
1. (2007) Князь лжи ISBN 5-289-02534-0
2. (2015[5][6]) Владыка Ядов — на 10 октября 2015 в сети выложена полная версия. За плату.
3. (В написании) Страж Пустоты — на 10 октября 2015 в сети выложены главы 1-11. За плату.
4. (2006) Чернокнижник ISBN 5-289-02328-3 Тираж 2500 экз.
5. (2007) Ураган ISBN 5-289-02492-1

### Прочее
1. (Заморожен, не напечатан) Артур, племянник Мордреда. — Фанфик по книгам «Хроники Амбера» Роджера Желязны. Написаны чч.1-2 из неизвестного, но большого числа. Завершение не планируется. В печати — отказано. Выложены в сети. За плату.[7]
2. (Не напечатан) Существа. — Рассказ. Планировалось издание вместе с «Ураганом», но сорвалось. Выложены в сети. Бесплатно[8]
3. (2015) Возрождение Бога-Дракона ISBN 978-5-516-00307-3 Тираж 3030 экз.
4. (В написании) Восхождение Бога-Дракона — на 10 октября 2015 в сети выложены главы 1-3. За плату.